# Комаровци
Комаровци су насељено место у општини Каптол, у западној Славонији, Република Хрватска.

## Историја
До нове територијалне организације налазило се у саставу бивше велике општине Славонска Пожега.

## Становништво
Насеље је према попису становништва из 2011. године имало 177 становника.
| Националност       | 1991.        |
| Хрвати             | 183 (89,70%) |
| Срби               | 1 (0,49%)    |
| Југословени        | 0            |
| остали и непознато | 20 (9,80%)   |
| Укупно             | 204          |